# Janusz Buga
 Janusz Buga  (ur. 14 grudnia 1929 w Warszawie – zm. 5 kwietnia 2015 tamże) – polski ekonomista, prof. dr hab., wykładowca akademicki.

## Życiorys
W 1950 ukończył liceum im. S. Żeromskiego w Warszawie, a następnie rozpoczął studia w Szkole Głównej Planowania i Statystyki w Warszawie (dziś SGH). Studia na tej uczelni ukończył w 1958. W latach 1958–1962, jako wolontariusz studiował matematykę na Wydziale Matematyki i Mechaniki Uniwersytetu Warszawskiego. W 1967 obronił doktorat z nauk ekonomicznych w Wyższej Szkole Ekonomicznej w Krakowie. Habilitował się w 1981 w Szkole Głównej Planowania i Statystyki w Warszawie w zakresie programowania matematycznego. W 1988 otrzymał tytuł profesora nauk ekonomicznych. Wykładał na Wydziale Zarządzania i Finansów w Wyższej Szkoły Finansów i Zarządzania w Warszawie. Do 2012 kierował również Katedrą Zastosowań Matematyki i Statystyki w Ekonomii na Wydziale Ekonomicznym Politechniki Radomskiej.
Swoje zainteresowania badawcze koncentrował na zastosowaniu metod ekonometryczno-statystycznych w gospodarce, zajmował się również badaniem ryzyka na rynku kapitałowym.

## Wybrane publikacje
- Buga Janusz, Kassyk-Rokicka Helena, Podstawy statystyki opisowej, Vizja Press@IT, Warszawa 2008.
- Buga Janusz, Statystyka opisowa w przykładach, Radom 2000.
- Buga Janusz, Kuszewski Tomasz, Tendencje zmian strukturalnych w Polsce i w wybranych krajach, Warszawa 1997.
- Buga Janusz, Kuszewski Tomasz, Badania zależności między wybranymi kategoriami makroekonomicznymi, Warszawa 1993.